# 477 aC
El 477 aC va ser un any del calendari romà prejulià. Durant la República Romana es coneixia com l'Any del consolat de Pulvil i Lanat, o de vegades, any 277 Ab urbe condita o de la fundació de Roma. La denominació 477 aC per a aquest any s'ha emprat des de l'edat mitjana, quan el calendari Anno Domini va ser el mètode més usat a Europa per a anomenar els anys.

## Esdeveniments

### Grècia
- Leotíquides, rei d'Esparta, va ser enviat a Tessàlia després de la Segona Guerra Mèdica, amb un exèrcit per castigar els tessalis que havien ajudat als perses, però els alèvades el van subornar, segons Heròdot i Pausànias. Per això el van portar a judici al seu retorn, i va ser deposat i enviat a l'exili a Tegea (469 aC) on va morir.[2][3]
- El general Pausànies va dirigir una flota que va aconseguir expulsar els perses d'Europa i les illes. Va atacar Xipre a la que va sotmetre en gran part. De Xipre va anar a Bizanci i va ocupar la ciutat.[4]
- Cimó al front d'un contingent atenenc sota la direcció suprema del general Pausànies, va conquerir la fortalesa d'Eïon començant així l'establiment de la supremacia atenenca i obrint la regió a la colonització per part d'Atenes.[5]
- Aquest any, l'escultor Críties i el seu ajudant Nesiotes van renovar les estàtues d'Harmodi i Aristogitó que Xerxes s'havia emportat quan es va retirar a Pèrsia.[6]

### República Romana
- Gai Horaci Pulvil i Tit Meneni Lanat són elegits cònsols a Roma. En aquest any els Fabis van ser derrotats pels etruscs en la batalla del Cremera i Lanat, que tenia el seu campament ben a prop, va deixar que fossin destruïts tal com volia el partit dirigent al senat de Roma. Però aquest acte el va pagar car, ja que els etruscs també el van atacar i el van derrotar i es van apoderar del mont Janícul.[7]
- Pulvil va ser enviat a continuar la guerra amb els volscs, però el senat el va cridar per fer front als etruscs que s'havien apoderat del Janícul i havien creuat el Tíber després de derrotar els Fabis a Cremera i al cònsol Lanat. Pulvil va lluitar contra els etruscs en una primera batalla prop del temple de l'Esperança, sense resultat decisiu, però a la segona batalla a la porta Col·lina, es va imposar.[8]